# Richard Lauchert

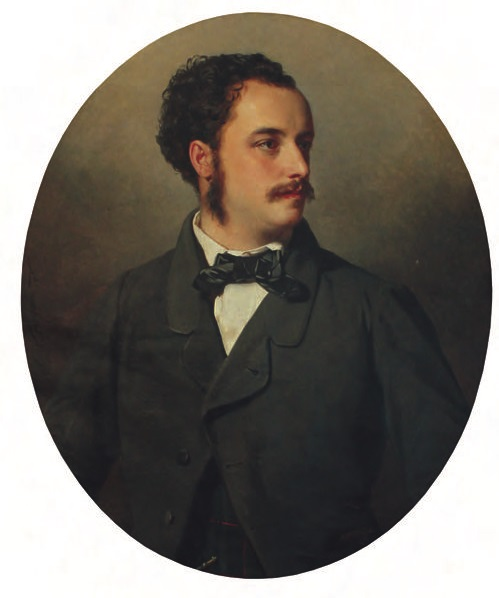
Selbstporträt, 1859

Richard L. Lauchert (* 4. Februar 1823 in Sigmaringen; † 27. Dezember 1868 in Berlin) war ein deutscher Maler.

## Leben

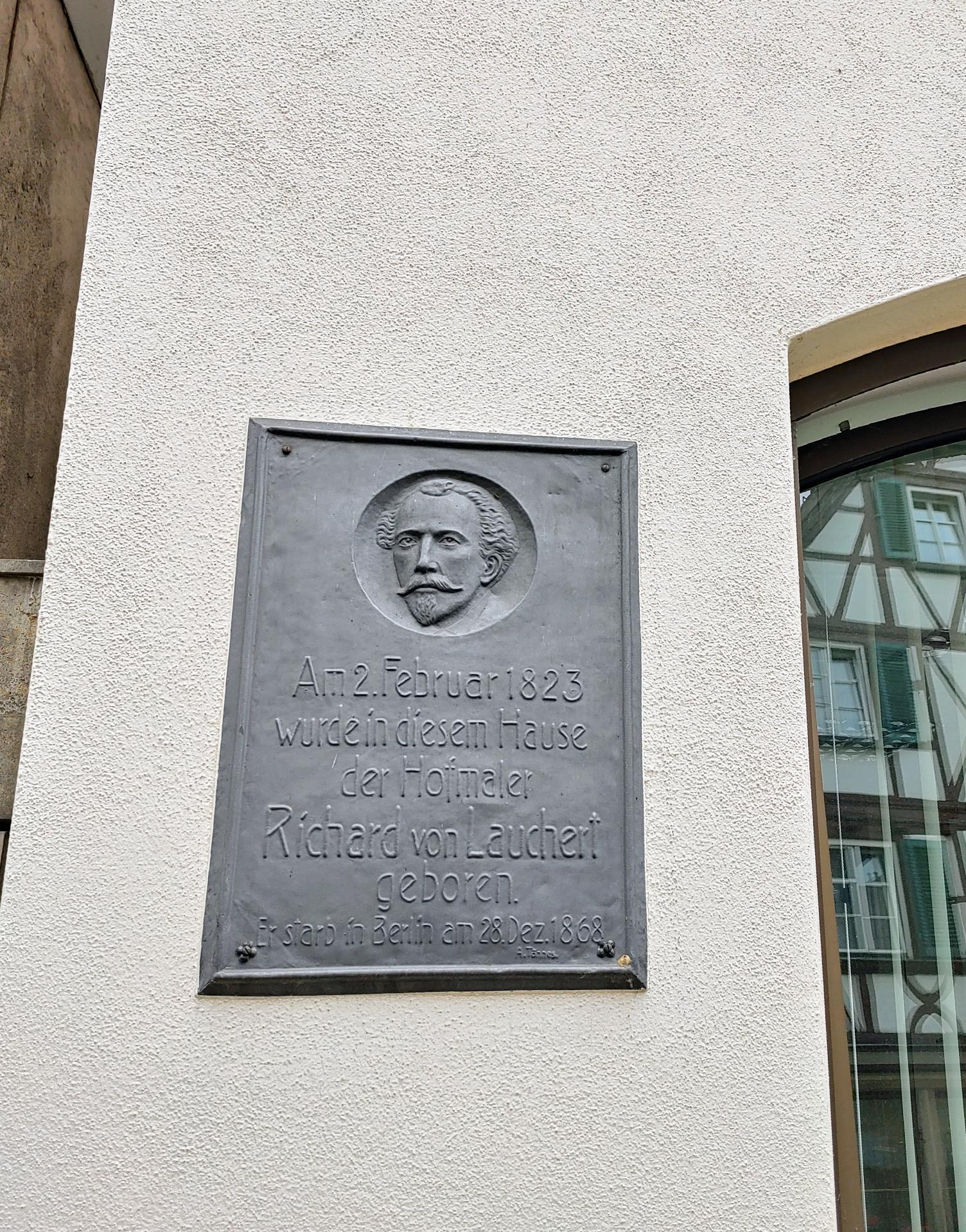
Gedenktafel an Laucherts Geburtshaus

Lauchert, Sohn des Hofkammerrats Joseph Lauchert und dessen Ehefrau Maria Waldburga, geborene Guttenberg, besuchte wie seine sechs Brüder das Hedinger Progymnasium und anschließend das Großherzogliche Badische Lyzeum in Konstanz. Schon früh wurde er von Karl Anton von Hohenzollern-Sigmaringen gefördert. Ab 1839 studierte er an der Akademie der Bildenden Künste München unter Peter von Cornelius und besuchte die dortige Malschule von Joseph Bernhardt. Sein Schwerpunkt lag auf der Akt- und der Porträtmalerei. 1845 ging er nach Paris und arbeitet zeitweise mit Franz Xaver Winterhalter zusammen. 1858 ließ er sich als freischaffender Maler in Berlin nieder und galt dort als „Maler für die höchsten Kreise der Gesellschaft“. Er wirkte als Hofmaler am Berliner Hof und porträtierte unter anderem auch Oberstleutnant Freiherr von Moltke.
Am 30. April 1857 heiratete er in Herbsleben bei Gotha die Prinzessin Amalie Adelheid zu Hohenlohe-Schillingsfürst (1821–1902), gegen den Wunsch ihrer Familie. Sie nahm nach der Eheschließung den Namen ihres Ehemannes an. Fürst Franz Joseph zu Hohenlohe-Schillingsfürst nebst seiner Ehefrau, der Fürstin Caroline Friederike Constanze, geborene Prinzessin zu Hohenlohe-Langenburg, waren Laucherts Schwiegereltern. Das Ehepaar hatte fünf Kinder, von denen aber nur drei das Erwachsenenalter erreichten.
Lauchert wurde hohenzollernscher Hofmaler und erfreute sich als Porträtmaler außerordentlichen Beliebtheit in der Aristokratie. Für die meisten Höfe in Deutschland, Russland und England schuf er Bilder (meist Porträts), die eine elegante, mitunter etwas süßliche Auffassung sowie eine meisterhafte Behandlung von Inkarnat und Textilien zeigen.
Am 27. Dezember 1868 verstarb Lauchert in Berlin.
Anlässlich seines 200. Geburtstages wurde vom 14. Juni bis 24. September 2023 im Hohenzollerischen Landesmuseum in Hechingen die Ausstellung „Richard Lauchert. Ein Hofmaler aus Hohenzollern“ gezeigt.

## Werke (Auswahl)
- Franz Liszt (1856)

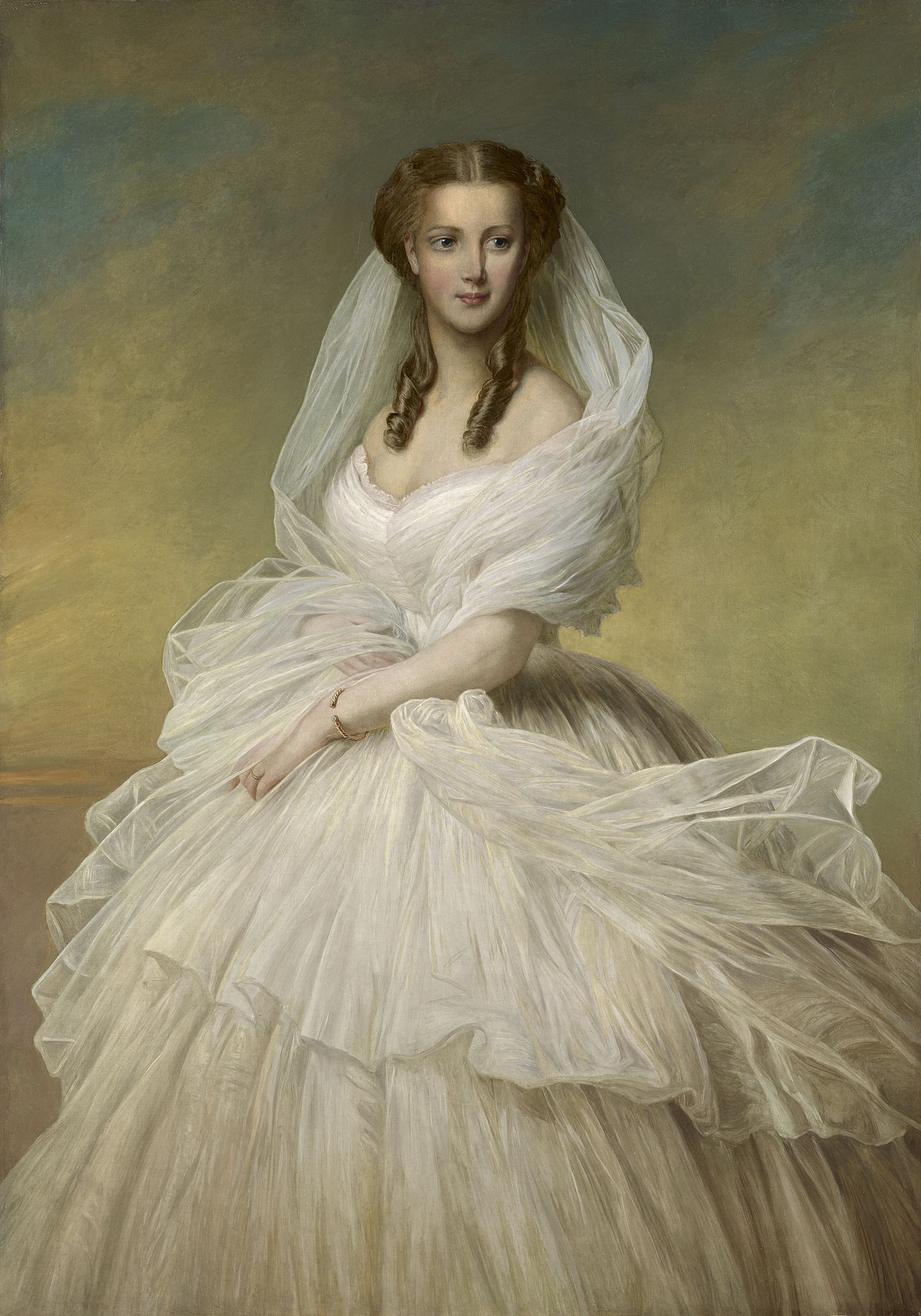
Alexandra von Dänemark (1862)

- Friedrich Wilhelm Ludwig, Großherzog von Baden (1854)
- Pauline, Fürstin von Hohenlohe-Öhringen, Prinzessin zu Fürstenberg (1851)
- Prinzessin Stephanie von Hohenzollern (1849)
- Eugen Herzog von Württemberg (1859)
- Alexandra, Prinzessin von Wales (1862)
- Prinzessin Charlotte von Preußen (1863)
- Malwine von Arnim, Schwester des Reichskanzlers Fürst von Bismarck (1864)